# Sankt Kanzian am Klopeiner See

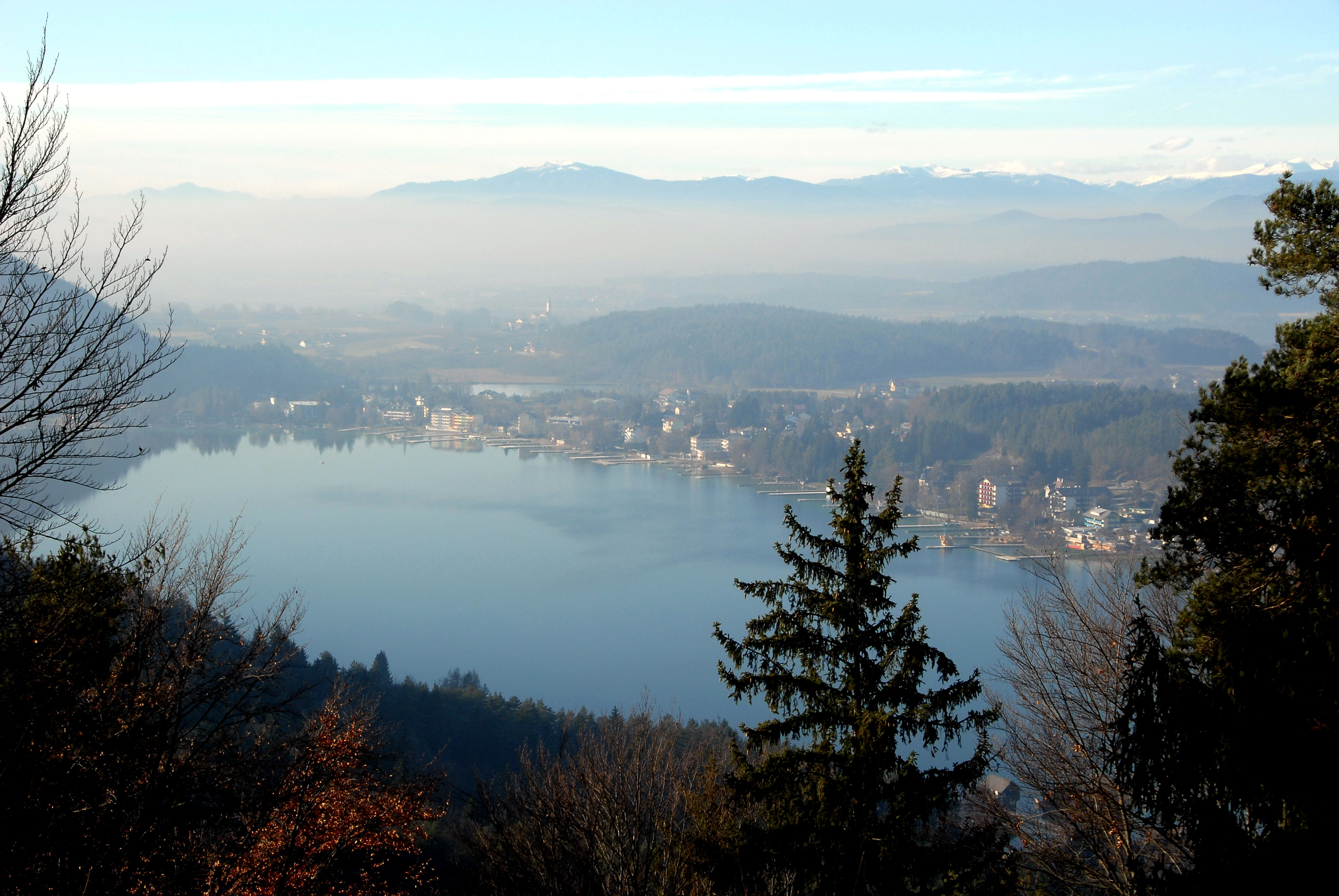
Klopeiner See vom Georgibergl aus gesehen

Sankt Kanzian am Klopeiner See, amtlich St. Kanzian am Klopeiner See (slowenisch: Škocjan v Podjuni), ist eine zweisprachige Gemeinde mit 4636 Einwohnern (Stand 1. Jänner 2025) im Bezirk Völkermarkt in Österreich, im Bundesland Kärnten.

## Geographie
Sankt Kanzian liegt im Jauntal, südlich der zum Völkermarkter Stausee aufgestauten Drau und ungefähr sieben Kilometer vom Stadtzentrum der Bezirkshauptstadt Völkermarkt entfernt. Zum Gemeindegebiet gehören der Klopeiner See, der Turnersee, der Kleinsee und der Georgiberg.

### Gemeindegliederung
Sankt Kanzian am Klopeiner See ist in sieben Katastralgemeinden gegliedert: Grabelsdorf (Grabalja vas), Lauchenholz (Gluhi les), St. Kanzian (Škocjan), St. Marxen (Šmarkež), St. Veit im Jauntal (Šentvid v Podjuni), Srejach (Sreje) und Stein (Kamen).
Das Gemeindegebiet umfasst folgende 37 Ortschaften (Einwohnerzahl Stand 1. Jänner 2025):
- Brenndorf (Goreča vas) (60)
- Duell (Dole) (20)
- Grabelsdorf (Grabalja vas) (165)
- Horzach I (Horce pri Škocjanu) (44)
- Horzach II (Horce pri Šentvidu) (45)
- Kleindorf I (Mala vas pri Škocjanu) (31)
- Kleindorf II (Mala vas pri Kamnu) (39)
- Klopein (Klopinj) (304)
- Lanzendorf (Lancova) (23)
- Lauchenholz (Gluhi les) (86)
- Littermoos (Zablate) (49)
- Mökriach (Mokrije) (32)
- Nageltschach (Nagelče) (120)
- Oberburg (Zgornji Podgrad) (10)
- Obersammelsdorf (Žamanje) (84)
- Oberseidendorf (Zgornja Ždinja vas) (19)
- Peratschitzen (Peračija) (100)
- Piskertschach (Piskrče) (51)
- Saager (Zagorje) (7)
- Sankt Kanzian am Klopeiner See (Škocijan v Podjuni) (389)
- Sankt Lorenzen (Šentlovrenc) (48)
- Sankt Marxen (Šmarkež) (70)
- Sankt Primus (Šentprimož) (229)
- Sankt Veit im Jauntal (Šentvid v Podjuni) (128)
- Schreckendorf (Straša vas) (106)
- Seelach (Selo) (341)
- Seidendorf (Ždinja vas) (53)
- Sertschach (Srče) (139)
- Srejach (Sreje) (213)
- Stein im Jauntal (Kamen v Podjuni) (213)
- Steinerberg (Kamenska Gora) (51), bis zur Eingemeindung Steinerberg und Rotschitschach (Rožica)
- Unterburg (Spodnji Podgrad) (508)
- Unternarrach (Spodnje Vinare) (73)
- Untersammelsdorf (Samožna vas) (38)
- Vesielach (Vesele) (78)
- Wasserhofen (Žirovnica) (544)
- Weitendorf (Betinja vas) (118)

### Nachbargemeinden

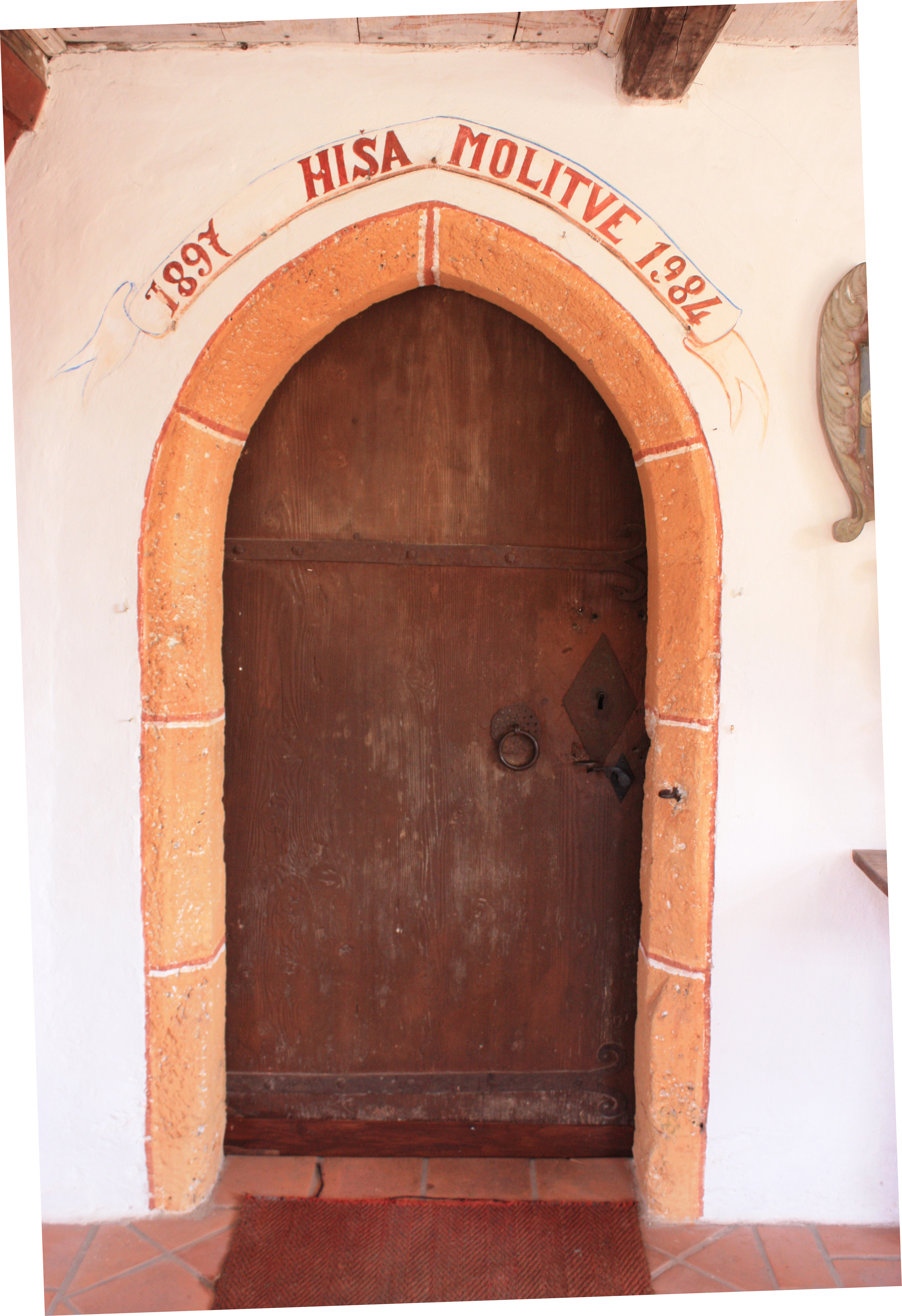
Mökriach – Filialkirche St Martin – Portal

|             | Völkermarkt                                 |           |
| Grafenstein | Kompassrose, die auf Nachbargemeinden zeigt | Eberndorf |
| Gallizien   | Sittersdorf                                 |           |

## Geschichte

### Frühe Geschichte

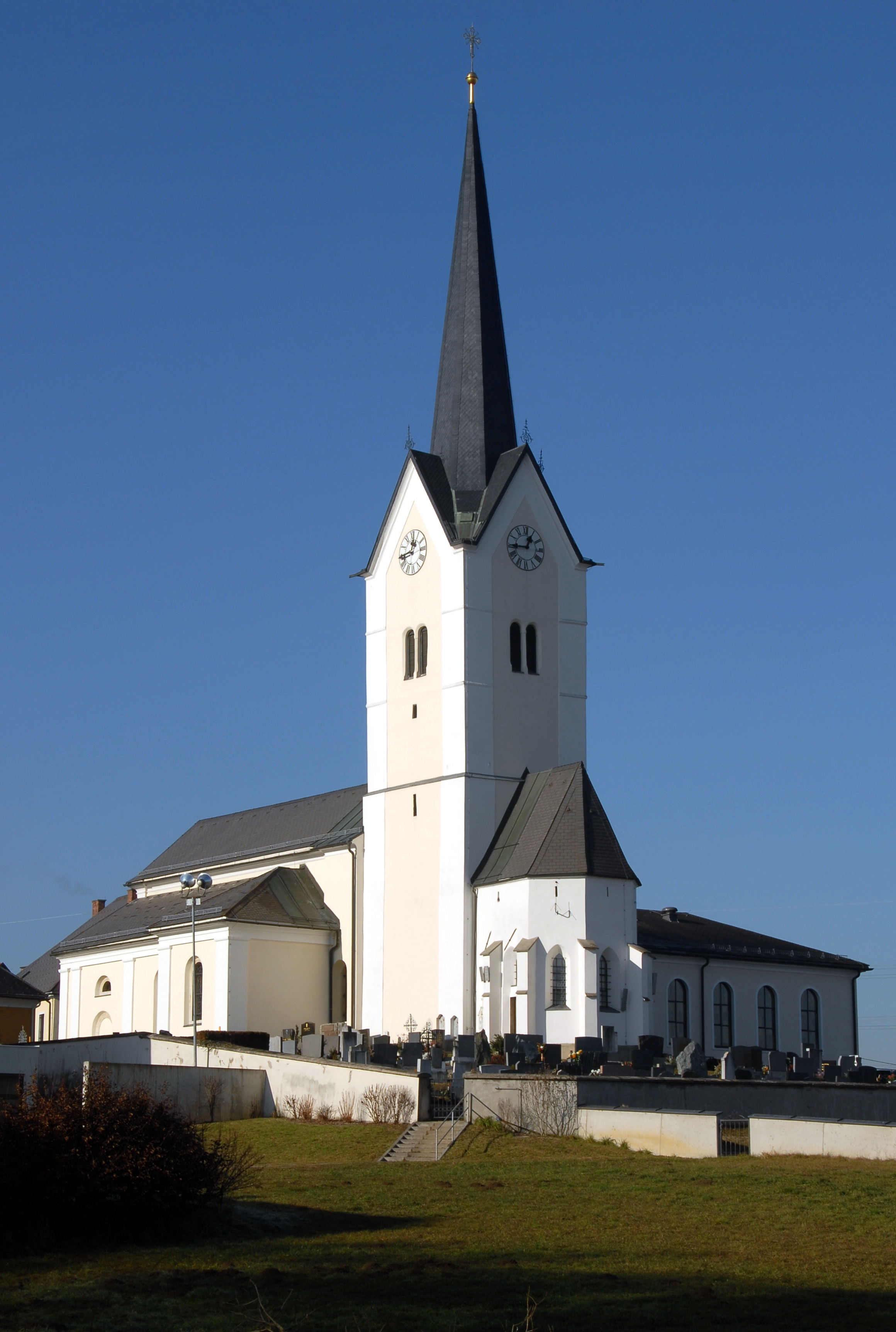
Pfarrkirche Heiliger Kanzian

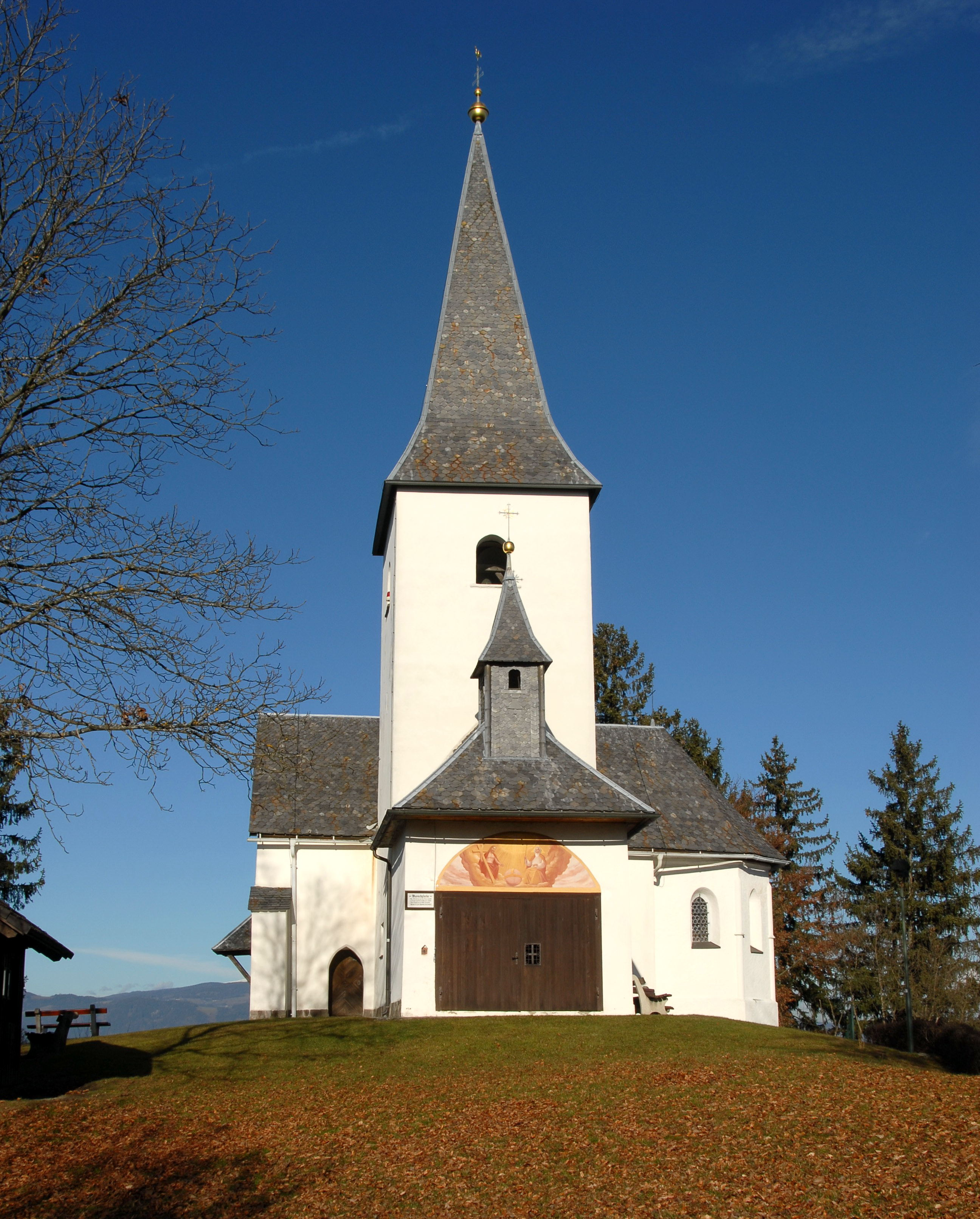
Kirche mit dem Wunschglöcklein auf dem Georgibergl

Auf der Gracarca, einem Mittelgebirgsstock am südöstlichen Ufer des Klopeiner Sees, wurden Siedlungsspuren gefunden, die der Urnenfelderkultur (um 900–730 v. Chr.) und der Hallstattkultur (um 730–300 v. Chr.) zugerechnet werden. Diese und weitere Funde lassen darauf schließen, dass es sich bei dieser Siedlung möglicherweise um die Stadt Noreia, die Hauptstadt des keltischen Königreichs Noricum handeln könnte, das zwischen ca. 300 und 15 v. Chr. bestand. Grabfunde aus der Spätantike (300–590 n. Chr.) und dem Frühmittelalter im heutigen Gemeindegebiet weisen auf weitere frühe Ansiedlungen hin.
Von besonderer Bedeutung für die kulturelle Kontinuität in diesem Raum sind die frühmittelalterlichen Funde aus karantanischer Zeit. Dabei sticht das Grab eines karantanischen bewaffneten Reiterkriegers hervor. Der Ortsname Grabelsdorf/Grabalja vas ist hingegen etwas jüngeren Datums und geht auf den alttestamentlichen Namen Gabriel zurück. Dieser weist eindeutig auf die Christianisierung der hier ansässigen, nunmehr bereits slowenischsprechenden Bevölkerung hin, wie dies die Freisinger Denkmäler belegen, die die ältesten slawischen, bereits dem Slowenischen zuzuzählenden Sprachdenkmäler in lateinischer Schrift sind. Und diese wurden eben für die Zwecke der Christianisierung der im Land ansässigen Karantaner geschaffen.
Die Pfarrkirche St. Kanzian ist den Geschwistern Cantius, Cantianus und Cantianilla, die im Jahre 290 n. Chr. in Aquileia den Märtyrertod erlitten haben, geweiht. Die Pfarre St. Kanzian bestand schon im 12. Jahrhundert, wahrscheinlich aber schon früher, da der Patriarch Udalricus sie im Jahre 1106 n. Chr. dem Kloster Eberndorf abgetreten hat.

### Gemeindegeschichte
Zu einer selbständigen Gemeinde wurde St. Kanzian im Jahre 1866, nachdem die erst 1850 gebildete Gemeinde Kühnsdorf aufgelöst wurde und sich die drei Katastralgemeinden St. Kanzian, Srejach und St. Marxen zusammenschlossen; schon 1876 wurde die Ortsgemeinde um die Katastralgemeinde Grabelsdorf (davor zu Eberndorf) erweitert. Drei weitere Katastralgemeinden (Stein, St. Veit und Lauchenholz) wurden nach der Auflösung der Ortsgemeinde Rückersdorf 1944 eingemeindet. 1973 und 2002 folgten noch kleinere Gebietskorrekturen.
Gegen Ende des 19. Jahrhunderts ließen sich erste Anfänge des Fremdenverkehrs am Klopeiner See, einem der wärmsten Badeseen Österreichs, und am Turnersee feststellen. Ab dieser Zeit erlebte die Region einen konstanten wirtschaftlichen Aufschwung, ab den 1950er Jahren entwickelte sich St. Kanzian zu einer der führenden Fremdenverkehrsgemeinden Kärntens.

## Bevölkerung
Nach der Volkszählung 2001 hat die Gemeinde St. Kanzian am Klopeiner See 4.297 Einwohner, davon sind 94,4 % österreichische, 1,9 % bosnische und 1,1 % deutsche Staatsbürger. 12,8 % gehören der slowenischsprachigen Volksgruppe an. Gemäß einem Urteil des Verfassungsgerichtshofs (VfGH) vom 26. Juni 2006 gilt der gleichnamige Hauptort der Gemeinde aufgrund des laut der VZ 2001 unter 10 % gesunkenen Anteils der slowenischen Minderheit jedoch nicht mehr als amtlich „gemischtsprachig“. Nichtsdestotrotz zählen die slowenischen Kulturvereine (insbesondere der Verein Danica) und -aktivitäten zu den Trägern des Kulturlebens in der Gemeinde und werden alle Pfarren zweisprachig geführt.
Die Gemeinde St. Kanzian/Škocijan v Podjuni zählt zum slowenischen Dialektgebiet des Jauntales (slow. podjunsko narečje), der ein Dialekt der Kärntner slowenischen Dialektgruppe ist.

### Religion
Zur römisch-katholischen Kirche bekennen sich 88 % der Gemeindebevölkerung, zur evangelischen Kirche 3,3 %, zum Islam 2,3 %. Ohne religiöses Bekenntnis sind 4,4 %.
Die Pfarren der Gemeinde St. Kanzian zählen zum Dekanat Eberndorf/Dobrla vas. Sie sind nunmehr zweisprachig. Zur Pfarrkirche St. Kanzian/Škocjan zählen die Filialkirchen Georgiberg/Št. Jurij, Klopein/Klopinj, Srejach/Sreje, St. Lorenzen/Št. Lovrenc. Zur Pfarrkirche St. Veit im Jauntal/Št. Vid v Podjuni gehören die Filialkirchen Rückersdorf/Rikarja vas, Alte Pfarrkirche/Stara farna cerkev, Grabelsdorf/Grabalja vas, Mökriach/Mokrije und St. Primus/Št. Primož. Zur Pfarrkirche Stein im Jauntal/Kamen v Podjuni gehört noch die Friedhofskirche.

### Bevölkerungsentwicklung
Erfolgte die Zunahme der Einwohnerzahl von 1981 bis 1991 vor allem durch Zuwanderung, so ist seither das Wachstum von der positiven Geburtenbilanz gekennzeichnet.

## Kultur und Sehenswürdigkeiten

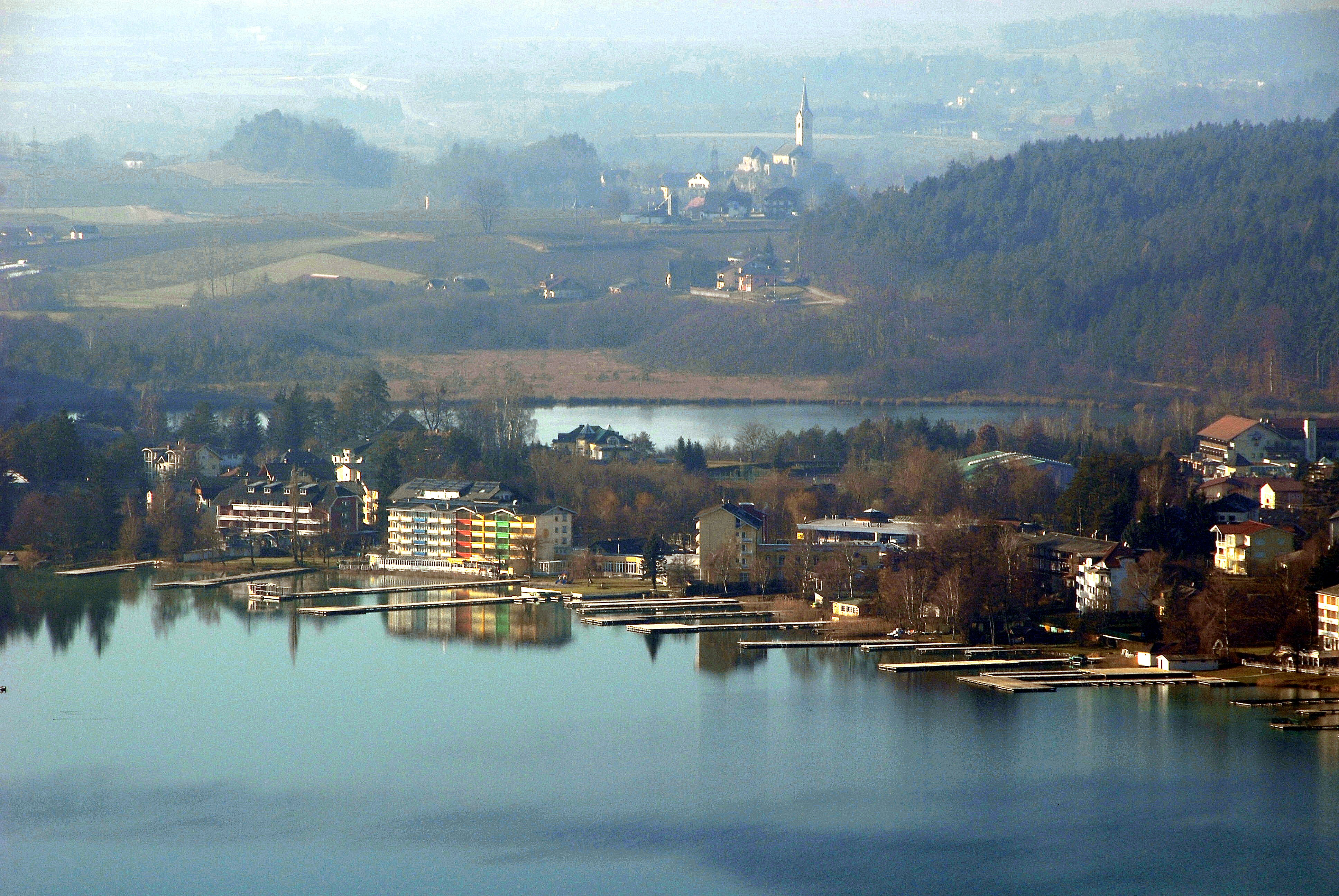
Klopein, Kleinsee und Stein im Jauntal

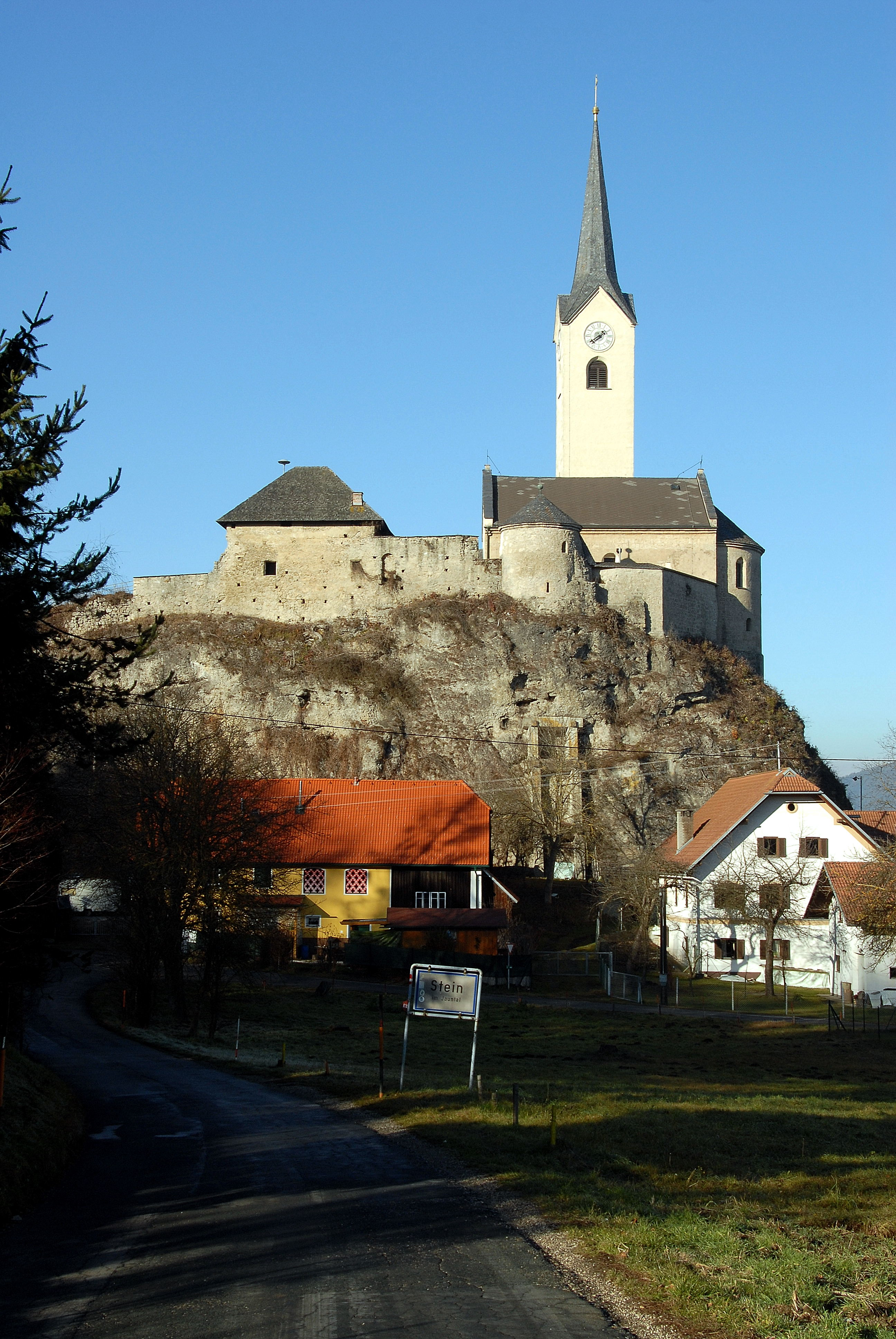
Burg- und Pfarrkirche Heiliger Laurentius in Stein im Jauntal

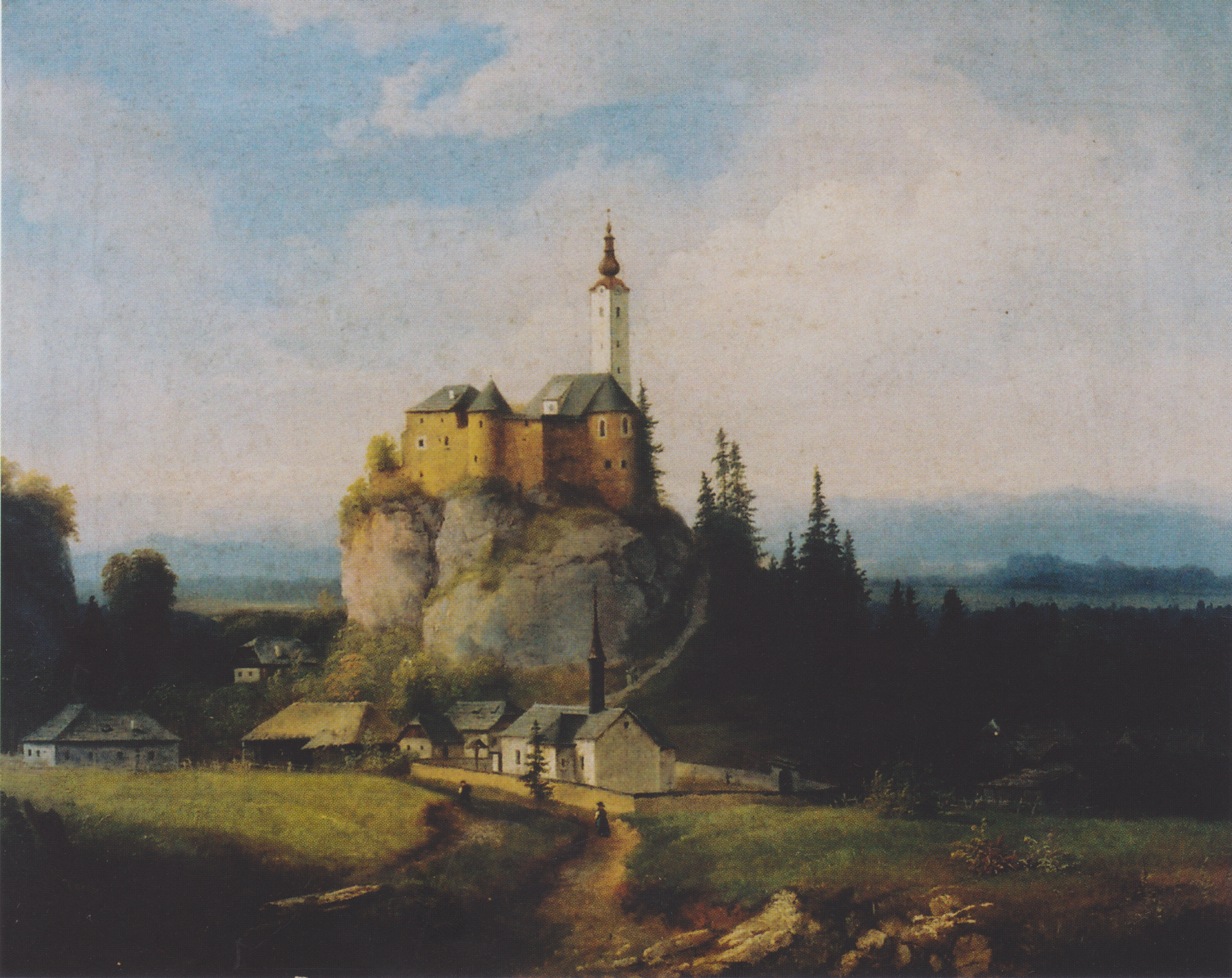
Markus Pernhart, Stein im Jauntal, Öl auf Leinwand

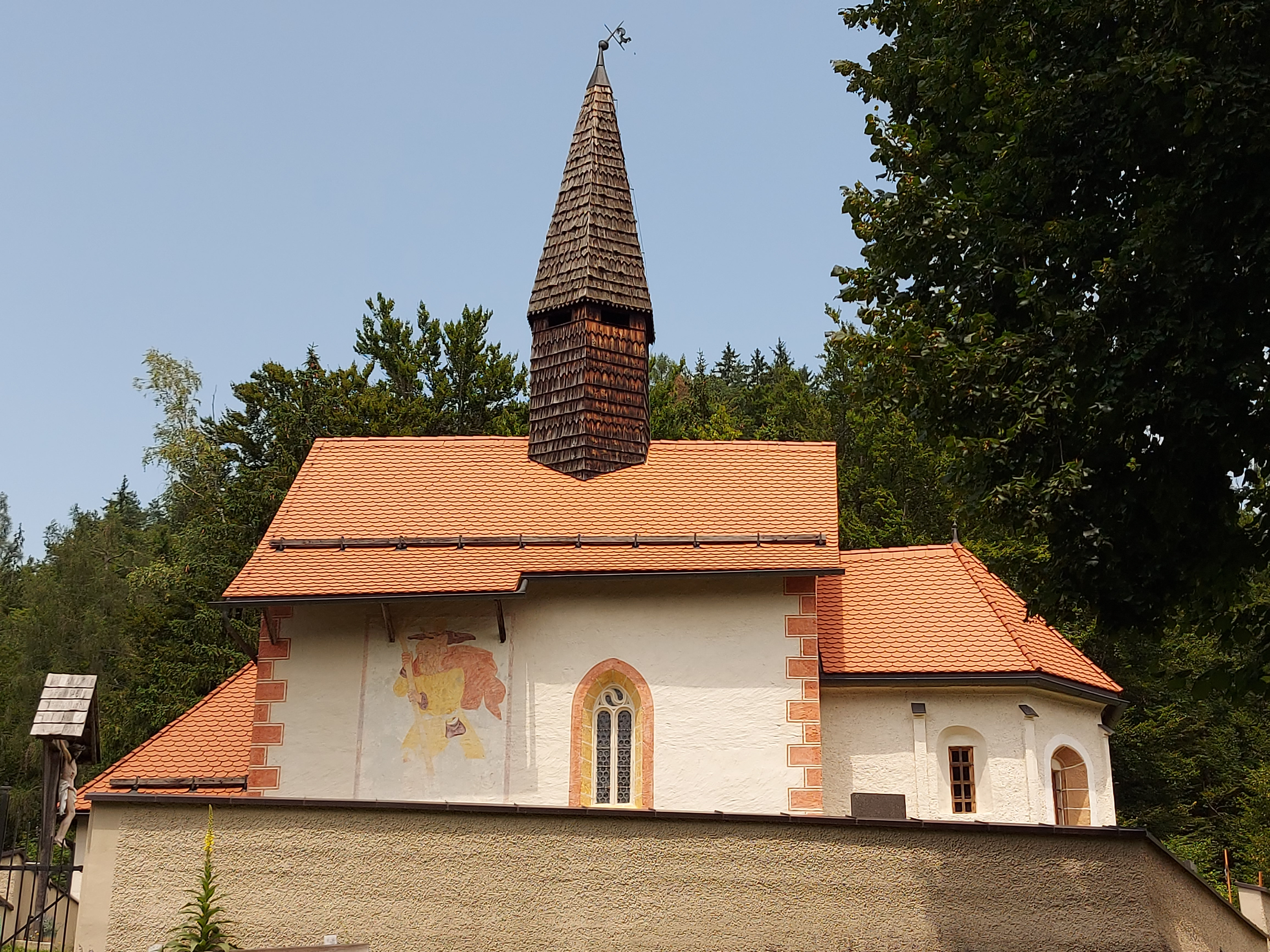
Danielskapelle (Grabelsdorf)

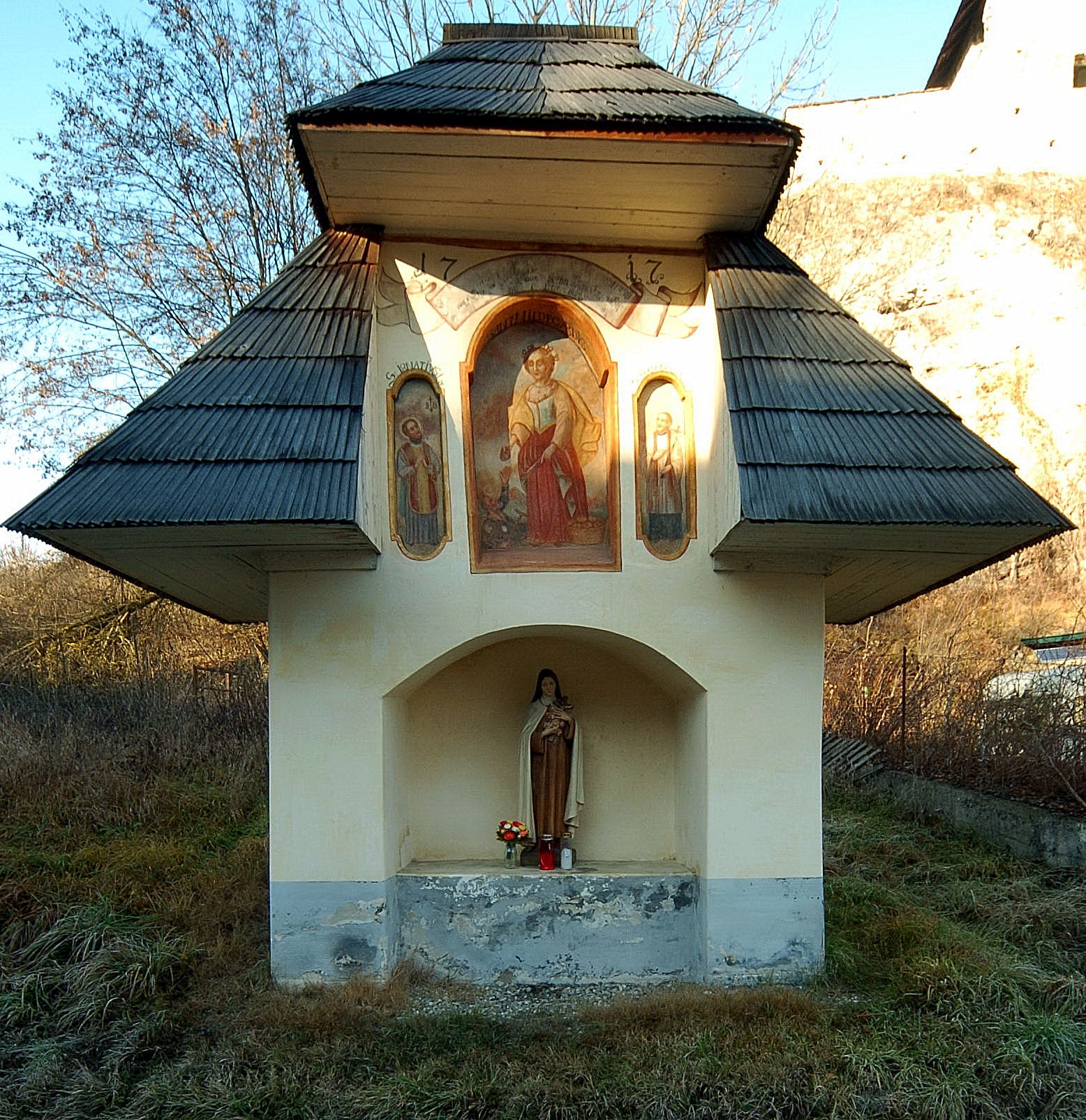
„Großer Hildegardsstock“ in Stein im Jauntal

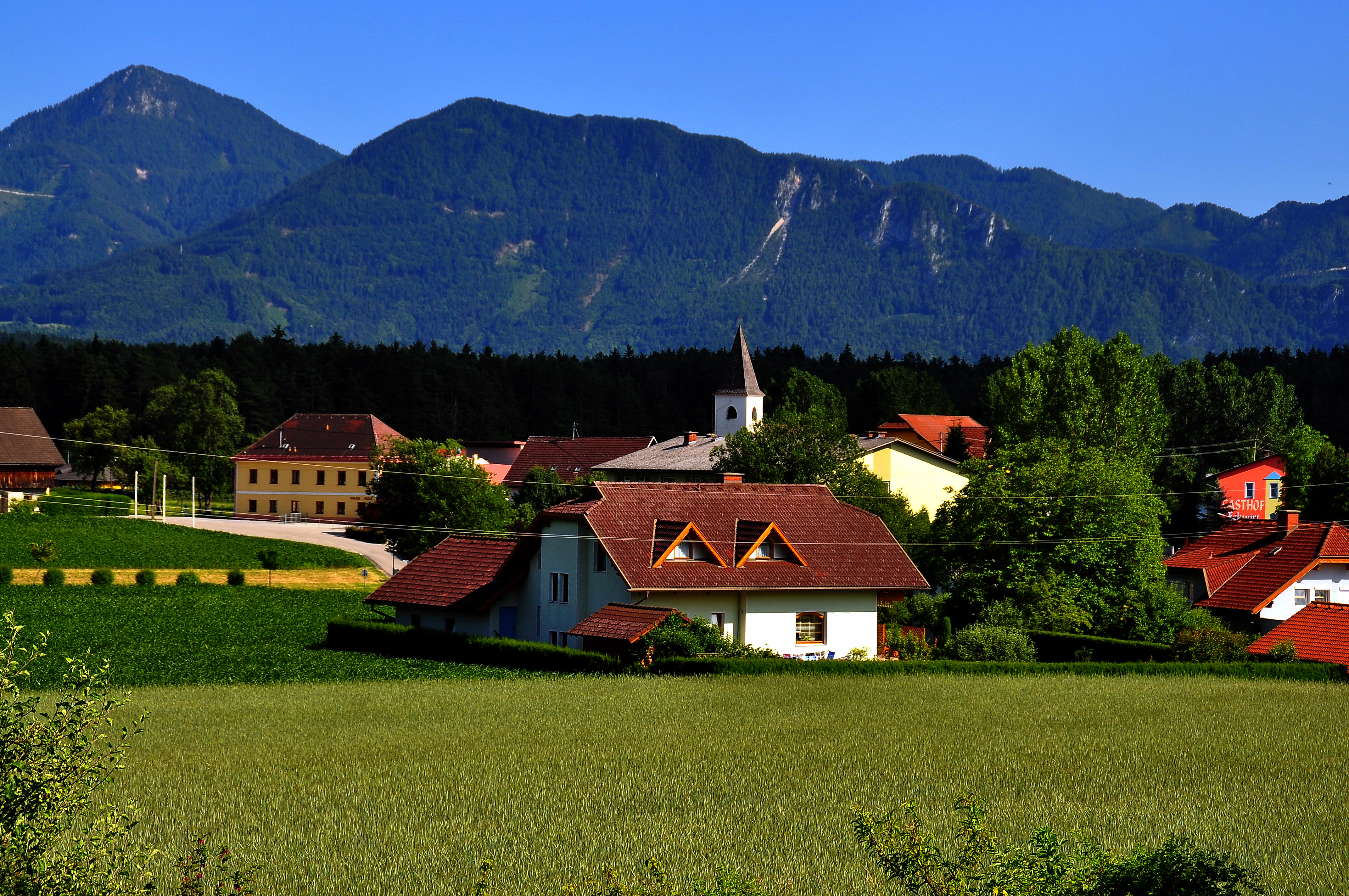
Sankt Primus im Jauntal

### Kulturwanderweg Gracarca
Die Gracarca (slowenisch gradec ‚Burg, befestigter Ort‘) ist zusammen mit dem Dreiseenblick im Westen und dem Georgiberg im Osten ein heute dicht bewaldeter Mittelgebirgsstock am südöstlichen Ufer des Klopeiner Sees. Seine Längsausdehnung beläuft sich auf fast 2 km. Wie beim Kitzelsberg oder beim Steiner Berg handelt es sich um sogenannte Sattnitz-Konglomerat, eine relativ weiche Ablagerung aus dem Tertiär.
Die archäologisch-historische Erforschung im Bereich der Gracarca setzte mit Oswald Menghin (1927) und Herbert Pohl (1931/34) ein, deren Vorbild bald Schulkinder und Urlaubsgäste folgten. Erste großangelegte Ausgrabungen unternahm zwischen 1952 und 1966 Franz Xaver Kohla, der verdiente Erforscher der Kärntner Burgen und ehrenamtliche Kustos für Ur- und Frühgeschichte am Landesmuseum Kärnten. Diese Abteilung setzt seit 1992 in Zusammenarbeit mit dem Wissenschaftlichen Verein 5000 Jahre Gračarca gegründet 1989 und der Gemeinde Sankt Kanzian am Klopeiner See die Untersuchungen fort.

### Museen und Parks
- Das in Vorbereitung befindliche Keltenmuseum Gracarca[13]
- Vogelpark Turnersee mit etwa 1000 Vögeln aus 340 Arten in St. Primus

### Sternwarte
Die Helmrich-Lambrecht-Sternwarte wurde Ende der 1950er Jahre von Ing. Helmrich Lambrecht als seine Privatsternwarte errichtet. In der Kuppel, welche nahe dem Zentrum von St. Kanzian, vis-á-vis der Volksschule, gelegen ist, befinden sich drei Teleskope. Die zwei Spiegelteleskope stammen aus der Hand von Ing. Lambrecht und die Linsen des Linsenteleskop wurden von der Firma Zeiss gefertigt. Zu Lebzeiten Lambrechts fanden auch regelmäßig Führungen für interessierte Touristen und Einwohner der Region statt. Nach dem Tod Helmrich Lambrechts ging die Sternwarte in den Besitz seines Enkels Eugen Freund über.
Im Jahr 2009 wurde die Sternwarte von der IAAZ wiederbelebt. Nach umfangreichen Restaurierungsarbeiten konnte der Führungsbetrieb in der Sommersaison 2009 wiederaufgenommen werden.

### Bauwerke
- Die Pfarrkirche Hl. Kanzian in St. Klopein war eine Urpfarre des Patriarchats Aquileia. Sie wurde 1106 erstmals urkundlich erwähnt und ist eine ursprünglich romanische Chorturmkirche mit spätgotischem Polygonalchor (1518) und Wehrobergeschoß. Das frühhistoristische Langhaus stammt aus den Jahren 1849–1860
- Die Pfarrkirche Hl. Laurentius in Stein, urkundlich erstmals 1238 erwähnt, war Teil einer mittelalterlichen Burganlage aus dem 12. Jahrhundert, die 1458 zerstört wurde und von der nur noch Reste ehemaliger Wehrbauten zu sehen sind.
- Filial- und ehemalige Friedhofskirche Hl. Margareta in Stein, unterhalb der Pfarrkirche am Talboden
- Der „Große Hildegardsstock“ ist ein Bildstock am Fuß des Kirchhügels von Stein. Er wurde zu Ehren der Gräfin Hildegard von Stein, Gattin des Edlen Albuin aus dem Geschlecht der Aribonen und Mutter des Bischofs Albuin von Brixen (975–1006) errichtet, die im Jauntal als Volksheilige verehrt wird. In der flachbogigen Nische befindet sich auf der Altarmensa eine Figur der heiligen Karmelitin Theresia von Avila. Darüber sind drei weitere Nischen angebracht, in der mittleren ist Hildegard, seitlich zwei Jesuitenheilige abgebildet. Die Malereien sind mit der Jahreszahl 1717 bezeichnet.
- Das Wunschglöcklein auf dem Georgibergl. In dem quadratischen Turm an der Südseite der kleinen Kirche befindet sich das sogenannte Wunschglöcklein. Der Sage nach pilgerten früher Jungfrauen, die sich einen Mann wünschten, zur Sankt Georgs-Kirche. Dort läuteten sie das Glöcklein und beteten dabei um die Erfüllung ihres Wunsches. Der heilige Georg soll ihnen dann bald zu einem Ehemann verholfen haben.
- Magdalenkirche in Wasserhofen.

Weitere Bauwerke finden sich in der Liste der denkmalgeschützten Objekte in Sankt Kanzian am Klopeiner See.

### Slowenisches Vereins- und Genossenschaftswesen
Gegen Ende des 19. und zu Beginn des 20. Jahrhunderts blühte das organisierte Vereinsleben der Slowenen in der Gegend auf – nicht zuletzt als Reaktion auf die aufkommende nationale Frage – und bereits 1888 wurde in St. Kanzian ein Zweigverein des slowenischen Kyrill und Method-Schulverein (Družba sv. Cirila in Metoda, CMD) gegründet (1890 etwa für Pribelsdorf und Umgebung). 1906 wurde der Slowenische christlich-soziale Leseverein St. Kanzian (Slovenska krščanska-socialna čitalnica Škocjan) zur Hebung der Lese- und vor allem Sprachkultur gegründet und folgte zahlreichen ähnlichen Vereinsgründungen im Land.
Von besonderer Bedeutung für die wirtschaftliche und kulturelle Entwicklung der Region, der Menschen und der Sprache kommt der 1890 in Kühnsdorf gegründeten Hranilnica in posojilnica (Spar- und Darlehenskasse) zu, die insbesondere auch die Kulturarbeit förderte.
Zu Beginn des 20. Jahrhunderts erhielt das slowenische Chorwesen einen bedeutenden Aufschwung und insbesondere die Kirchenchöre wurden wichtige Träger der slowenischen Sprachkultur. Einen weiteren Höhepunkt des kollektiven slowenischen Kulturschaffens in der Gemeinde stellte deshalb die Gründung von zwei slowenischen Chören durch Andrej Mičej im Jahr 1912 dar.

#### Slowenischer Kulturverein „Danica“
Mičej wurde Organist in der Pfarrkirche in St. Veit und gründete einen Männerchor und einen gemischten Chor, weshalb 1912 auch als Gründungsjahr des Chores Danica (später: Slowenischer Kulturverein „Danica“, Slovensko prosvetno društvo „Danica“) gilt, formell wurde der Verein im März 1914 gegründet. Wesentliche Tätigkeitsbereiche waren das Laienschauspiel, Fortbildungsveranstaltungen für Erwachsene Frauen und Männer, besondere Hauswirtschaftskurse für Frauen, der Chorgesang und die im Pfarrhof in St. Veit im Jauntal neu eingerichtete Vereinsbibliothek, die regen Zuspruch fand. Auch über die Gemeinde Sankt Kanzian fiel die Tragödie des Nationalsozialismus und des Zweiten Weltkrieges einher und jegliche slowenische kulturelle Äußerung wurde unter Strafe verboten, alle slowenischen Vereine aufgelöst. Erstes Opfer der Nazis am Tag des Einmarsches war der hochangesehene Landtagsabgeordnete und örtliche Pfarrer Vinko Poljanec, der kurz nach seiner Enthaftung an den Folgen der Haft verstarb. Zahlreiche slowenische Familien wurden Opfer des Nazi-Regimes. Bereits unmittelbar nach dem Krieg sammelte Hanzej Kežar junge Sänger um sich und belebte das slowenische Kulturleben aufs Neue. Aus dem entwickelte sich der gemischte Chor, der seit 1958 bis heute am kulturellen Schaffen der Gemeinde Teil hat. Ab den 1960er Jahren wurden insbesondere Touristen in das Wirken einbezogen, was zur Attraktivität des Gebietes beitrug. Berühmt ist der Verein auch für seine publikumswirksamen slowenischen Theateraufführungen im Freien, die in einer natürlichen Arena in Unternarrach/Spodnje Vinare stattfanden: Samorastniki (Die Wildwüchslinge, 1978), Manevri (Manöver, 1980), Velika puntarija (Der große Bauernaufstand, 1986), Požganica (Die Brandalm, 1990). Seit 1971 veranstaltet der Verein seinen alljährlichen Ball Ples Danice.

#### Slowenischer Kulturverein Vinko Poljanec

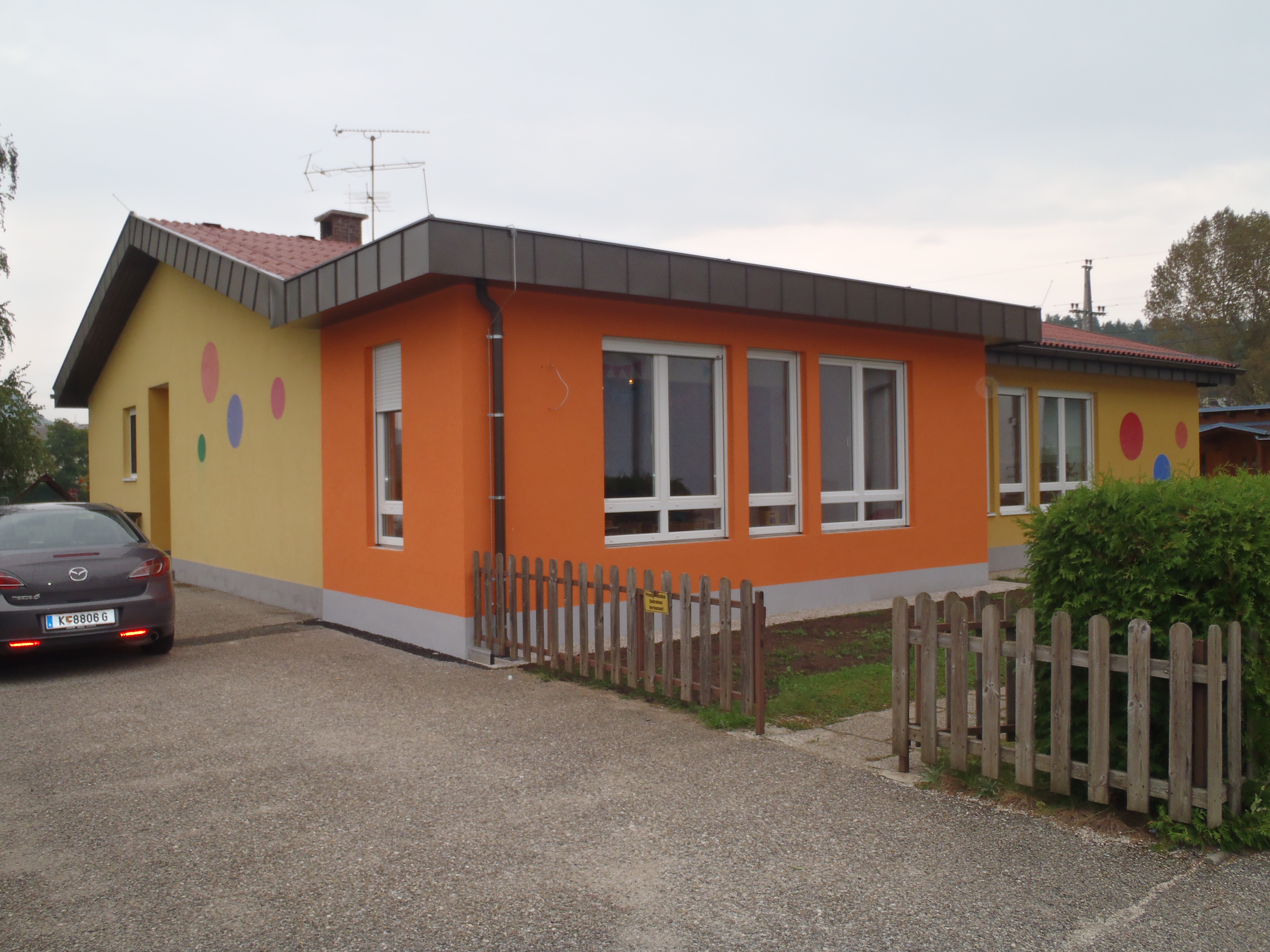
Zweisprachiger Kindergarten/Vrtec Pika – Šentprimož

1906 wurde in St. Kanzian der slowenische christlich-soziale Leseverein (Slovensko krščansko-socialno bralno društvo) gegründet. In ihm wirkte von 1908 bis zu seinem gewaltsamen Tod 1938 Vinko Poljanec, nach dem nun der Verein benannt ist. Auch dieser Verein pflegte die slowenische Sprachkultur und Identität. Wichtigste Vereinsaktivitäten waren der Chorgesang, das Laientheater, die Tamburizzamusik sowie die Führung einer Bibliothek. Daneben wurden Bildungsvorträge und Kochkurse abgehalten. Zu den verdienstvollen Gründungsmitgliedern zählte Michael Kačnik. In der Zwischenkriegszeit war die treibende Kraft Vinko Poljanec. Doch kulminierte die menschenverachtende Verfolgung alles Slowenischen im Land und in der Gemeinde durch das Nazi-Regime in der von langer Hand geplanten Deportation von Slowenen in die Zwangsarbeit. Ihr Eigentum wurde geraubt, die Vereinsbibliothek verbrannt. Der darauf folgende Widerstand, der zur Befreiung Europas von der Gewaltherrschaft beitragen sollte, hatte insbesondere wesentlichen Anteil an der Wiedererrichtung Österreichs in den Grenzen von 1938. Die politische und gesellschaftliche Situation nach dem Krieg war für die Slowenen trotz ihrer Verdienste und Opfer nicht günstig, und so konnte der Verein erst im Jahre 1959 mit Valentin Hartmann seine Gesangstätigkeit wieder aufnehmen. Große Verdienste hatte auch Johann Kežar und Simon Wrulich. 1983 wurde der bis heute tätige Männerchor von Franz Starz erfolgreich geleitet. Miha Kap, ein Laienschauspieler, war langjähriger Obmann des Vereines. Der Slowenische Kulturverein St. Kanzian wurde wiedergegründet, um im Geiste und der Tradition der slowenischen Volkskultur kulturelle Werte zu vermitteln. Zu den bekannten Gesangsgruppen in der Gemeinde zählt Nomos, die im Rahmen des Vereins tätig ist.

#### Der zweisprachige KindergartenPikain Sankt Primus
Sankt Primus/Šentprimož verfügt seit 1979 über einen zweisprachigen Kindergarten Pika, der sich modernster pädagogischer Ansätze bedient, um den Kindern der Gemeinde wesentliche Grundlagen für die persönliche Entwicklung und die Erhöhung ihrer Zukunftschancen in einem gemeinsamen Europa zu bieten.

### Regelmäßige Veranstaltungen
- Striezelwerfen in Stein im Jauntal. Es findet jährlich um den 5. Februar in Gedenken an die heilige Hildegard von Stein statt.[24]
- alljährlicher Ball des slowenischen Kulturvereins Danica (Ples Danice)[25]

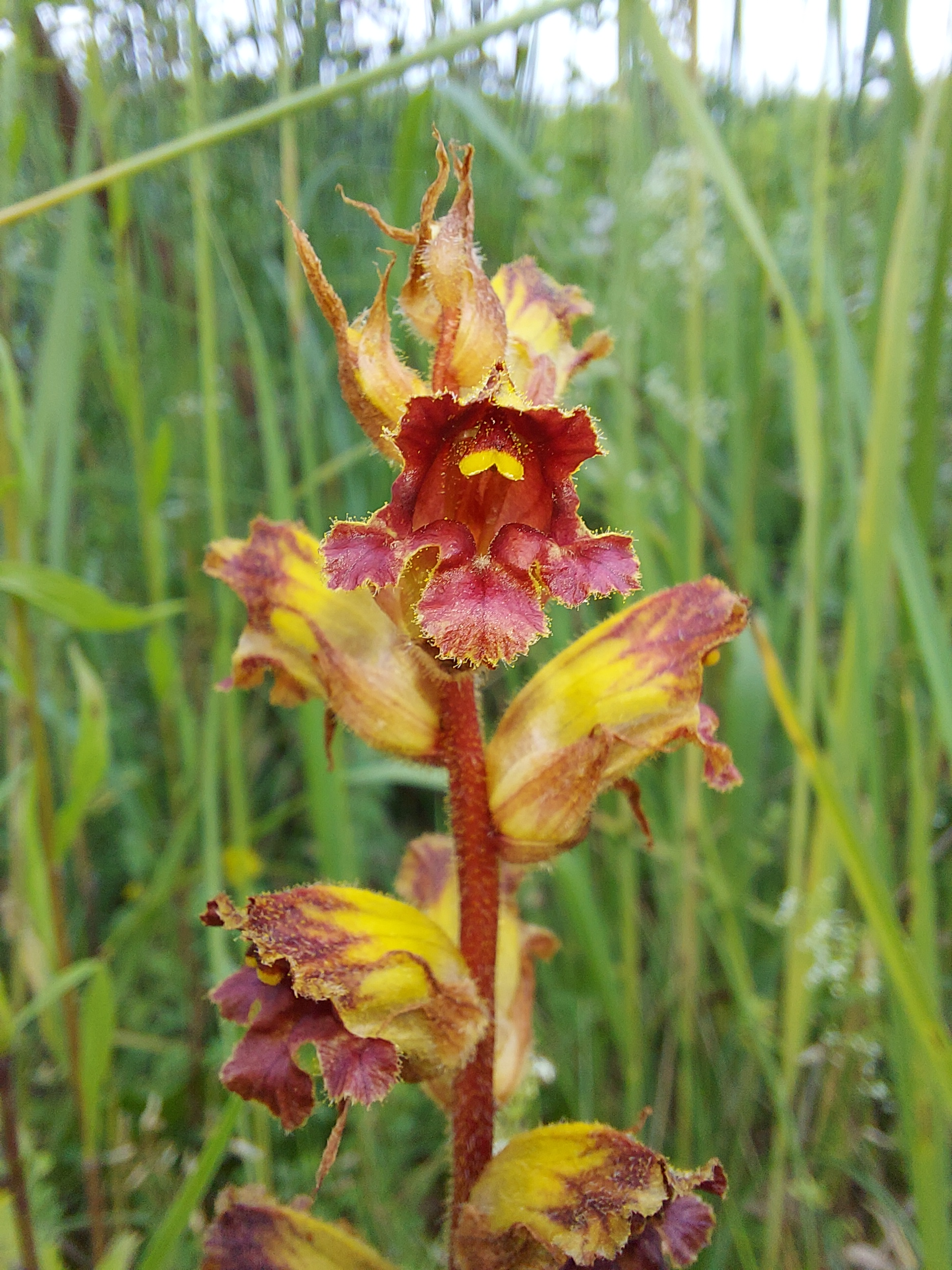
Sommerwurz am Kitzelberg

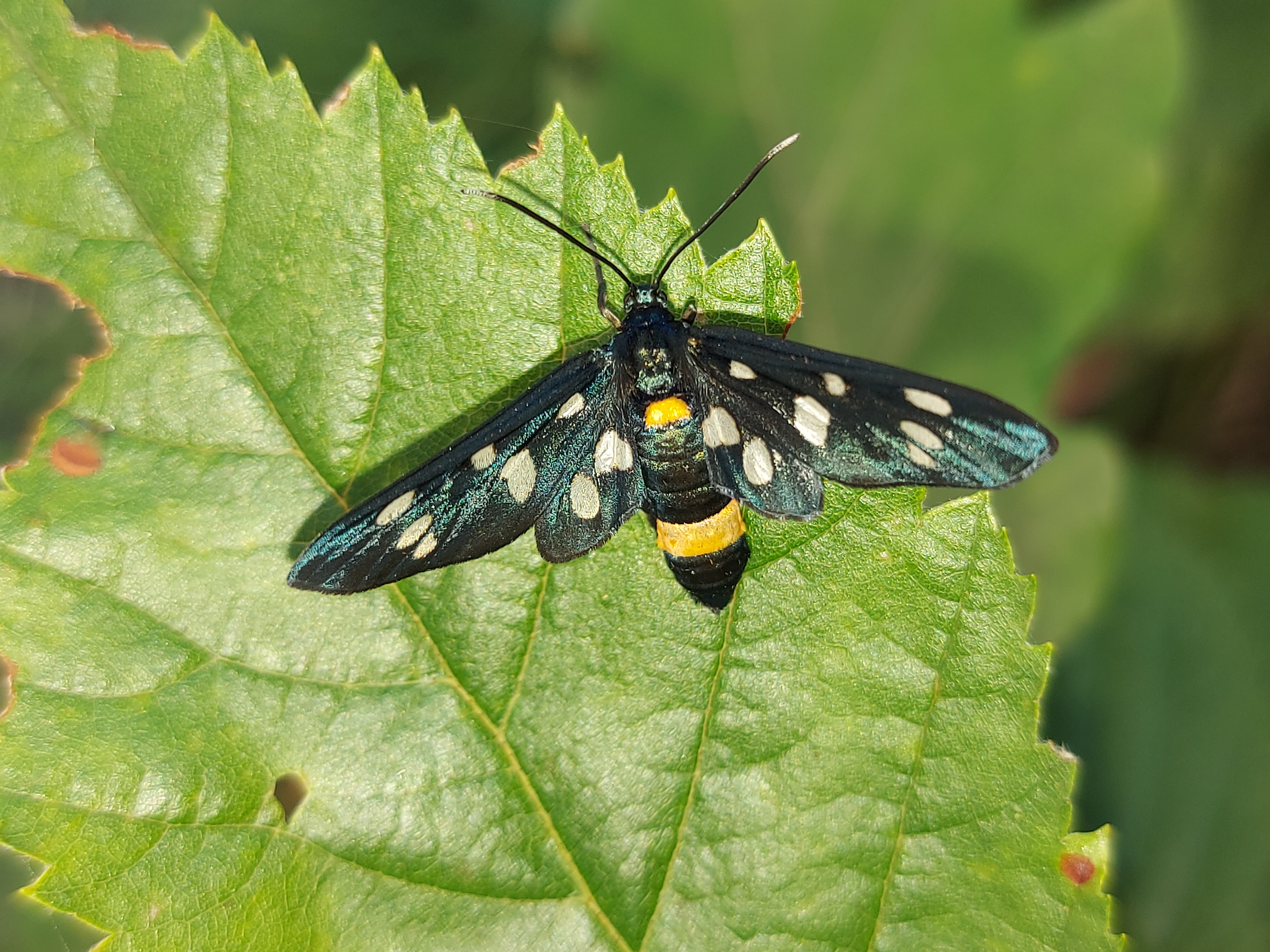
Weißfleck-Widderchen am Kitzelberg

## Wirtschaft
Sankt Kanzian ist eine Tourismusgemeinde, sie weist mehr als drei Viertel aller Übernachtungen des Bezirkes auf. Beinahe achtzig Prozent der Gäste kommen in den Monaten Juni, Juli und August, 73 Prozent der Urlauber sind Inländer, 27 Prozent kommen aus dem Ausland. Die Anzahl der Übernachtungen im Jahr stieg von 670.000 im Jahr 2010 auf 860.000 im Jahr 2018.

## Politik

### Gemeinderat
Der Gemeinderat hat 23 Mitglieder.
- Mit der Gemeinderatswahl 2015 hatte er folgende Verteilung: 13 SPÖ, 6 ÖVP, 3 Gospodarksa Lista/Wirtschaftsliste und 1 FPÖ.[28]
- Mit der Gemeinderatswahl 2021 hat er folgende Verteilung: 13 SPÖ, 6 ÖVP, 3 GWL und 1 GRÜNE.

### Bürgermeister
Direkt gewählter Bürgermeister ist Thomas Krainz (SPÖ).

### Ortstafelstreit
Die fehlende zweisprachige Ortstafel von St. Kanzian war 2001 Auslöser des Urteils des Verfassungsgerichtshofs, in dem die 25-Prozent-Regelung des Volksgruppengesetzes als verfassungswidrig aufgehoben wurde (siehe auch Ortstafelstreit).

### Wappen
Das Wappen von Sankt Kanzian hat folgende Blasonierung: „Im Wellenschnitt geteilter Schild. Oben in Grün drei einmal eingeschnittene Semmeln (Hildegardislaibeln) in natürlicher Farbe, 1:2 geteilt; unten fünfmal von Silber im Wellenschnitt geteilt.“ Die fünffache Wellenteilung in der unteren Schildhälfte symbolisiert den Klopeiner See. Die drei Laibeln sind der Darstellung im „Großen Hildegardsstock“ nachempfunden und erinnern an Hildegard von Stein und das Brauchtum des Striezelwerfens.
Wappen und Fahne wurden der Gemeinde am 29. Mai 1970 verliehen. Die Fahne ist Grün-Weiß mit eingearbeitetem Wappen.

## Persönlichkeiten
- Gräfin Hildegard von Stein, Wohltäterin, Heilige der röm.-kath. Kirche
- Vinko Poljanec, Pfarrer, Kärntner slowenischer Landtagsabgeordneter (1921–1927), erstes Naziopfer am Tag des Einmarsches
- Johannes Ude, Theologe, Philosoph
- Eugen Freund, TV- und Radiojournalist
- Herbert Boeckl, Maler
- Janko Ferk, Jurist, Rechtsphilosoph und zweisprachiger Schriftsteller
- Ingolf Wunder, Pianist
- Larissa Marolt, Model und Schauspielerin